# Gerenciamento de resultados
O gerenciamento de resultados, em contabilidade, é o ato de influenciar intencionalmente o processo de demonstração financeira para obter algum ganho privado. O gerenciamento de resultados envolve a alteração dos relatórios financeiros para enganar as partes interessadas sobre o desempenho subjacente da organização ou para “influenciar os resultados contratuais que dependem dos números contábeis informados”.
O gerenciamento de resultados tem um efeito negativo sobre a qualidade dos lucros [en], e pode enfraquecer a credibilidade da demonstração financeira. Além disso, em um discurso de 1998, o presidente da Comissão de Valores Mobiliários dos Estados Unidos, Arthur Levitt [en], chamou o gerenciamento de resultados de “generalizado”. Apesar de sua generalização, a complexidade das regras contábeis pode dificultar a detecção do gerenciamento de resultados pelos investidores individuais.

## Ocorrência e resposta dos órgãos reguladores
Acredita-se que o gerenciamento de resultados seja generalizado. Um relatório de 1990 sobre situações de gerenciamento de resultados declarou que “os resultados de curto prazo estão sendo gerenciados em muitas, se não em todas as empresas”, e em um discurso de 1998, o presidente da Comissão de Valores Mobiliários dos Estados Unidos, Arthur Levitt, chamou o gerenciamento de resultados de um “costume generalizado, mas muito pouco contestado”. Em um ensaio de 2013, Ray J. Ball [en], embora opinasse que a pesquisa contábil [en] não estava documentando de forma confiável o gerenciamento de resultados, escreveu: “É claro que o gerenciamento de resultados continua. [...] Pessoas foram julgadas e condenadas." Um relatório de 2020 indicou que o gerenciamento de resultados foi o tipo mais comum de fraude contábil contra o qual a Comissão de Valores Mobiliários dos Estados Unidos tomou medidas no âmbito de seu programa de denúncias.
A Comissão de Valores Mobiliários dos Estados Unidos criticou o gerenciamento de resultados por ter consequências adversas para as demonstrações financeiras e por mascarar “as verdadeiras consequências das decisões de administração”. Ela solicitou que os definidores de padrões fizessem alterações nos princípios contábeis para melhorar a transparência das demonstrações financeiras e pediu uma maior supervisão sobre o processo de relatórios financeiros. A Comissão de Valores Mobiliários dos Estados Unidos também apresentou acusações contra a administração de empresas envolvidas em gerenciamento fraudulento de resultados.

## Motivações e métodos
O gerenciamento de resultados envolve a manipulação dos resultados da empresa em direção a uma meta predeterminada. Essa meta pode ser motivada por uma preferência por resultados mais estáveis, caso em que se diz que a administração está realizando uma suavização de lucros. A suavização oportunista de lucros pode, por sua vez, sinalizar um risco menor e aumentar o valor de mercado de uma empresa. Outras possíveis motivações para o gerenciamento de resultados incluem a necessidade de manter os níveis de determinados índices contábeis devido a cláusulas de débito e a pressão para manter resultados crescentes e superar as metas dos analistas.

“Cada vez mais, tenho me preocupado com o fato de que a motivação para atender às expectativas de lucros de Wall Street pode estar se sobrepondo às práticas comerciais de bom senso. Muitos gerentes, auditores e analistas corporativos estão participando de um jogo de acenos e piscadelas. Na ânsia de satisfazer as estimativas consensuais de lucros e projetar um caminho suave para os lucros, o pensamento positivo pode estar levando a melhor sobre a representação fiel."— Arthur Levitt, em um discurso no NYU Center for Law and Business, em 28 de setembro de 1998.
O gerenciamento de resultados pode envolver a exploração de oportunidades para tomar decisões contábeis que alterem o valor dos resultados informados nas demonstrações financeiras. As decisões contábeis podem, por sua vez, afetar os resultados porque podem influenciar o momento das transações e as estimativas usadas nos relatórios financeiros. Por exemplo, uma mudança comparativamente pequena nas estimativas de contas incobráveis pode ter um efeito significativo sobre a receita líquida, e uma empresa que usa a contabilidade do tipo UEPS ("Último a Entrar, Primeiro a Sair”) para os inventários pode aumentar a receita líquida em épocas de alta de preços, adiando as compras para períodos futuros.

## Detectando o gerenciamento de resultados
O gerenciamento de resultados pode ser difícil de ser detectado pelos investidores individuais devido à complexidade das regras contábeis, embora os pesquisadores contábeis tenham proposto vários métodos. Por exemplo, a pesquisa mostrou que as empresas com grandes acumulações e estruturas de governança fracas têm maior probabilidade de se envolver em gerenciamento de resultados. Pesquisas mais recentes sugeriram que os métodos baseados em linguística podem detectar a manipulação financeira, por exemplo, estudos realizados em 2012 descobriram que a ocorrência de uma irregularidade subsequente ou de uma reformulação enganosa está relacionada à linguística usada pela alta administração nas teleconferências de resultados.